# Ulster Grand Prix 1969
De Ulster Grand Prix 1969 was de tiende Grand Prix van wereldkampioenschap wegrace in het seizoen 1969. De races werden verreden op zaterdag 16 augustus 1969 op het Dundrod Circuit, een stratencircuit in County Antrim. De 125cc-klasse kwam niet aan de start. De wereldtitels in de 350cc-klasse en de  500cc-klasse waren al beslist. De zijspanklasse sloot haar seizoen af, maar de wereldtitel was al beslist omdat Helmut Fath niet kon deelnemen.

## 500cc-klasse
In de 500cc-race van de Ulster Grand Prix gunde Giacomo Agostini de Noord-Ierse rijder Brian Steenson de eer drie ronden lang op kop te rijden. In de vierde ronde reed Ago weg, brak het ronderecord van Mike Hailwood uit 1967 en won de race. Steenson was met zijn QUB-Seeley de enige die in dezelfde ronde finishte. Achter Steenson vielen veel rijders uit, waardoor Malcolm Uphill (Norton) derde werd.
| Pos | Coureur             | Merk              | Tijd      | Punten |
| --- | ------------------- | ----------------- | --------- | ------ |
| 1   | Giacomo Agostini    | MV Agusta         | 1:04"11'2 | 15     |
| 2   | Brian Steenson      | QUB-Seeley        | +3"21'1   | 12     |
| 3   | Malcolm Uphill      | Norton            | +1 ronde  | 10     |
| 4   | Rob Fitton          | Norton            | +1 ronde  | 8      |
| 5   | Barry Scully        | Norton            | +1 ronde  | 6      |
| 6   | Ron Chandler        | Seeley-Matchless  | +1 ronde  | 5      |
| 7   | John Trevor Findlay | Norton            | +1 ronde  | 4      |
| 8   | John Williams       | Métisse-Matchless | +1 ronde  | 3      |
| 9   | Bohumil Staša       | ČZ                | +1 ronde  | 2      |
| 10  | Alan Lawton         | Norton            | +1 ronde  | 1      |
| 11  | Steve Jolly         | Seeley-Matchless  |           |        |
| 12  | Jimmy Johnston      | Seeley-Matchless  |           |        |
| 13  | Charlie Dobson      | Matchless         |           |        |
| 14  | Campbell Gorman     | Matchless         |           |        |
| 15  | Ken Kay             | Aermacchi         |           |        |
| 16  | Chris Neve          | Matchless         |           |        |
| 17  | Harry Turner        | Norton            |           |        |

| Coureur        | Merk                    | Oorzaak |
| -------------- | ----------------------- | ------- |
| Alan Barnett   | Kirby-Métisse-Matchless |         |
| John Blanchard | Seeley-Matchless        |         |
| Percy Tait     | Triumph                 |         |
| Tommy Robb     | Norton                  |         |

| Coureur            | Merk                  | Oorzaak  |
| ------------------ | --------------------- | -------- |
| Karl Auer          | Matchless             |          |
| Werner Bergold     | McIntyre-Matchless    |          |
| Wolfgang Stropek   | MV Agusta             |          |
| Jack Findlay       | LinTo                 |          |
| John Dodds         | LinTo                 |          |
| Kel Carruthers     | Aermacchi             |          |
| Ross Hannan        | Norton                |          |
| Terry Dennehy      | Drixton-Honda         |          |
| Gilbert Argo       | Matchless             |          |
| Gyula Marsovszky   | LinTo                 |          |
| Günter Fischer     | Matchless             |          |
| Karl Hoppe         | Seeley-URS            |          |
| Paul Eickelberg    | Norton                |          |
| Walter Scheimann   | Norton                |          |
| Hannu Kuparinen    | Matchless             |          |
| Osmo Hansen        | Matchless             |          |
| Pentti Lehtelä     | Matchless             |          |
| André-Luc Appietto | Paton                 |          |
| Billie Nelson      | Paton                 | Blessure |
| Dan Shorey         | Seeley-Matchless      |          |
| Derek Woodman      | Seeley-Matchless      |          |
| Godfrey Nash       | Norton                |          |
| Lewis Young        | Matchless             |          |
| Maurice Hawthorne  | LinTo                 |          |
| Peter Darvil       | Norton                |          |
| Peter Williams     | Matchless             |          |
| Phil O'Brien       | Matchless             |          |
| Selwyn Griffiths   | Matchless             |          |
| Steve Ellis        | LinTo                 |          |
| Steve Spencer      | Métisse-Matchless     |          |
| Tom Dickie         | Kuhn-Seeley-Matchless |          |
| Alberto Pagani     | LinTo                 |          |
| Angelo Bergamonti  | Paton                 |          |
| Emanuele Maugliani | Norton                |          |
| Franco Trabalzini  | Paton                 |          |
| Gilberto Milani    | Aermacchi             |          |
| Paolo Campanelli   | Seeley-Matchless      |          |
| Silvano Bertarelli | Paton                 |          |
| Theo Louwes        | Norton                |          |
| Ginger Molloy      | Bultaco               |          |
| Keith Turner       | LinTo                 |          |
| Jack Lindh         | Seeley-Matchless      |          |
| Endel Kiisa        | Vostok                |          |

### Top tien tussenstand 500cc-klasse
(Punten (tussen haakjes) zijn inclusief streepresultaten)
| Pos | Coureur          | Merk                    | Ptn       |                |
| --- | ---------------- | ----------------------- | --------- | -------------- |
| 1   | Giacomo Agostini | MV Agusta               | 105 (150) | Wereldkampioen |
| 2   | Gyula Marsovszky | LinTo                   | 43        |                |
| 3   | Billie Nelson    | Paton                   | 42        |                |
| 4   | Alan Barnett     | Kirby-Métisse-Matchless | 32        |                |
| 5   | Godfrey Nash     | Norton                  | 30        |                |
| 6   | Ron Chandler     | Seeley-Matchless        | 20        |                |
| 7   | Rob Fitton       | Norton                  | 19        |                |
| 8   | Jack Findlay     | LinTo / Matchless       | 16        |                |
| 8   | Steve Ellis      | LinTo                   | 16        |                |
| 10  | Karl Auer        | Matchless               | 13        |                |

## 350cc-klasse
In de Ulster Grand Prix leidde Giacomo Agostini zoals gewoonlijk van start tot finish. Achter hem was nog enige strijd tussen Rodney Gould en Heinz Rosner, tot Gould's Yamaha stuk ging. Rosner moest net als in de 250cc-race bougies wisselen en zelfs wat extra benzine tanken, maar hij bleef op de tweede plaats. De Brit Cecil Crawford werd derde met een Aermacchi Ala d'Oro 350.
| Pos | Coureur           | Merk      | Tijd      | Punten |
| --- | ----------------- | --------- | --------- | ------ |
| 1   | Giacomo Agostini  | MV Agusta | 1:07"15'4 | 15     |
| 2   | Heinz Rosner      | MZ        | +2"21'8   | 12     |
| 3   | Cecil Crawford    | Aermacchi | +2"50'0   | 10     |
| 4   | Tony Rutter       | Yamaha    |           | 8      |
| 5   | František Šťastný | Jawa      |           | 6      |
| 6   | Tommy Robb        | Aermacchi |           | 5      |
| 7   | Billie McCosh     | Aermacchi |           | 4      |
| 8   | Bill Smith        | Honda     |           | 3      |
| 9   | Rob Fitton        | Norton    | +1 ronde  | 2      |
| 10  | Dave Degens       | Aermacchi |           | 1      |

| Coureur      | Merk   | Oorzaak |
| ------------ | ------ | ------- |
| Rodney Gould | Yamaha |         |

| Coureur          | Merk   | Oorzaak   |
| ---------------- | ------ | --------- |
| Bill Ivy (†)     | Jawa   | Overleden |
| Giuseppe Visenzi | Yamaha | Blessure  |

| Coureur             | Merk              |
| ------------------- | ----------------- |
| Brian Smith         | Aermacchi         |
| Jack Findlay        | Jawa              |
| Kel Carruthers      | Aermacchi         |
| Herbert Denzler     | Aermacchi         |
| Ivar Sauter         | Aermacchi         |
| Bohumil Staša       | ČZ                |
| Karel Bojer         | ČZ                |
| Adolf Ohligschläger | Yamaha            |
| Günter Fischer      | Aermacchi         |
| Karl Hoppe          | Yamaha            |
| Walter Scheimann    | Yamaha            |
| Hannu Kuparinen     | Yamaha            |
| Martti Pesonen      | Yamaha            |
| Billie Guthrie      | Yamaha            |
| Billie Nelson       | Aermacchi         |
| Brian Steenson      | Aermacchi         |
| Cliff Carr          | Yamaha            |
| Dave Simmonds       | Kawasaki          |
| Godfrey Nash        | Norton            |
| Jerry Lancaster     | Drixton-Aermacchi |
| Jim Curry           | Métisse-Aermacchi |
| John Trevor Findlay | Norton            |
| Lewis Young         | Aermacchi         |
| Maurice Hawthorne   | Métisse-Aermacchi |
| Mike Hatherill      | Aermacchi         |
| Phil Read           | Yamaha            |
| Roy Graham          | Aermacchi         |
| Selwyn Griffiths    | AJS               |
| Terry Grotefeld     | Yamaha            |
| Tom Dickie          | Seeley-AJS        |
| János Drapál        | Aermacchi         |
| Bruno Spaggiari     | Ducati            |
| Gilberto Milani     | Aermacchi         |
| Silvano Bertarelli  | Aermacchi         |
| Silvio Grassetti    | Yamaha            |
| Jan Kostwinder      | Yamaha            |
| Leo Commu           | Yamaha            |
| Ginger Molloy       | Bultaco           |
| Gordon Keith        | Yamaha            |
| Marty Lunde         | Yamaha            |

### Top tien tussenstand 350cc-klasse
(Punten (tussen haakjes) zijn inclusief streepresultaten)
| Pos | Coureur           | Merk          | Ptn      |                |
| --- | ----------------- | ------------- | -------- | -------------- |
| 1   | Giacomo Agostini  | MV Agusta     | 90 (120) | Wereldkampioen |
| 2   | Giuseppe Visenzi  | Yamaha        | 43       |                |
| 3   | Heinz Rosner      | MZ            | 38       |                |
| 4   | Rodney Gould      | Yamaha        | 36       |                |
| 5   | Jack Findlay      | Yamaha / Jawa | 34       |                |
| 6   | Kel Carruthers    | Aermacchi     | 29       |                |
| 7   | Bill Ivy (†)      | Jawa          | 24       |                |
| 8   | Silvio Grassetti  | Yamaha / Jawa | 20       |                |
| 9   | František Šťastný | Jawa          | 16       |                |
| 10  | Bohumil Staša     | ČZ            | 15       |                |

## 250cc-klasse
Zonder Renzo Pasolini won Benelli toch in Ulster, want Kel Carruthers was voor niemand bij te houden. Dat opende ineens ook weer kansen op de wereldtitel voor Carruthers, die pas in de vierde race (Man) op de Benelli 250 4C was gestapt. Hij leidde de race van start tot finish. WK-leider Santiago Herrero ging in de tweede ronde vechtend (tegen Rodney Gould) ten onder. Hij gleed door een heg de akker in. Heinz Rosner begon Gould nu aan te vallen, maar diens Yamaha gaf in de vijfde ronde de geest. Rosner leek nu tweede te worden, maar die moest weer naar de pit om bougies te wisselen. Kent Andersson werd tweede en Ray McCullough (Yamaha) werd derde.
| Pos | Coureur           | Merk    | Tijd      | Punten |
| --- | ----------------- | ------- | --------- | ------ |
| 1   | Kel Carruthers    | Benelli | 1:11"08'2 | 15     |
| 2   | Kent Andersson    | Yamaha  | +2"04'2   | 12     |
| 3   | Ray McCullogh     | Yamaha  | +2"11'6   | 10     |
| 4   | Billie Guthrie    | Yamaha  |           | 8      |
| 5   | Chas Mortimer     | Yamaha  |           | 6      |
| 6   | Ian Richards      | Yamaha  |           | 5      |
| 7   | Mick Chatterton   | Yamaha  | +1 ronde  | 4      |
| 8   | Dick Pipes        | Yamaha  |           | 3      |
| 9   | Tony Rutter       | Yamaha  |           | 2      |
| 10  | František Šťastný | Jawa    |           | 1      |

| Coureur          | Merk   | Oorzaak |
| ---------------- | ------ | ------- |
| Santiago Herrero | Ossa   | Val     |
| Rodney Gould     | Yamaha | Motor   |

| Coureur          | Merk    | Oorzaak  |
| ---------------- | ------- | -------- |
| Giuseppe Visenzi | Yamaha  | Blessure |
| Renzo Pasolini   | Benelli | Blessure |

| Coureur           | Merk            |
| ----------------- | --------------- |
| Heinz Kriwanek    | Suzuki          |
| Eric Hinton       | Yamaha          |
| Jack Findlay      | Yamaha          |
| Frank Perris      | Suzuki          |
| Gyula Marsovszky  | Yamaha          |
| Karel Bojer       | ČZ              |
| Günter Bartusch   | MZ              |
| Heinz Rosner      | MZ              |
| Dieter Braun      | MZ              |
| Klaus Huber       | Yamaha          |
| Lothar John       | Yamaha          |
| Reinhard Scholtis | Kawasaki        |
| Siegfried Lohmann | Suzuki          |
| Toni Gruber       | Yamaha          |
| Carlos Giró       | Ossa            |
| Martti Pesonen    | Yamaha          |
| Matti Salonen     | Yamaha          |
| Pentti Korhonen   | Yamaha          |
| Teuvo Länsivuori  | Yamaha          |
| Christian Ravel   | Yamaha          |
| Jean Auréal       | Yamaha          |
| Billie Nelson     | Yamaha          |
| Dave Simmonds     | Kawasaki        |
| Derek Chatterton  | Yamaha          |
| Frank Whiteway    | Suzuki          |
| Jerry Lancaster   | Yamaha          |
| John Ringwood     | Yamaha          |
| Phil Read         | Benelli         |
| Stan Woods        | Yamaha          |
| László Szabó      | MZ              |
| Angelo Bergamonti | Aermacchi       |
| Eugenio Lazzarini | Benelli         |
| Gilberto Parlotti | Benelli         |
| Silvio Grassetti  | Yamaha          |
| Walter Villa      | Villa           |
| Keith Turner      | Aermacchi       |
| Gordon Keith      | Yamaha          |
| Börje Jansson     | Kawasaki-Yamaha |

### Top tien tussenstand 250cc-klasse
(Punten (tussen haakjes) zijn inclusief streepresultaten)
| Pos | Coureur          | Merk            | Ptn     |
| --- | ---------------- | --------------- | ------- |
| 1   | Santiago Herrero | Ossa            | 82      |
| 2   | Kent Andersson   | Yamaha          | 80 (88) |
| 3   | Kel Carruthers   | Benelli         | 76      |
| 4   | Renzo Pasolini   | Benelli         | 45      |
| 5   | Rodney Gould     | Yamaha          | 44      |
| 6   | Börje Jansson    | Kawasaki-Yamaha | 29      |
| 7   | Frank Perris     | Suzuki          | 25      |
| 8   | Heinz Rosner     | MZ              | 23      |
| 9   | Lothar John      | Yamaha          | 21      |
| 10  | Dieter Braun     | MZ              | 20      |

## 50cc-klasse
In de Ulster Grand Prix had Paul Lodewijkx als snelste getraind en Ángel Nieto stond op de tweede plaats. Samen gingen ze ervandoor, waarbij Lodewijkx meestal voorop reed maar zich niet van Nieto kon losrijden. Ze namen wel een flinke voorsprong op de achtervolgers. Aalt Toersen zag zijn WK-kansen grotendeels verdampen toen hij met een onwillige motor (verstopte benzineleiding) de pit moest opzoeken. Santiago Herrero viel uit met een blokkerende achterrem en de Derbi van Barry Smith brandde uit. In de vierde ronde verremde Nieto zich toen hij Lodewijkx binnendoor wilde passeren. Zijn achterwiel brak uit en torpedeerde Lodewijkx, die met zijn motorfiets over een aarden wal en een heg vloog. Hij raakte niet gewond, maar zijn Jamathi kon niet verder. Dat kon de Derbi van Nieto wel. Die was weliswaar beschadigd, maar Nieto reed hem toch naar de overwinning. Jan de Vries werd tweede en de Brit Frank Whiteway werd met een Crooks-Suzuki derde.
| Pos | Coureur          | Merk              | Tijd     | Punten |
| --- | ---------------- | ----------------- | -------- | ------ |
| 1   | Ángel Nieto      | Derbi             | 33"12'8  | 15     |
| 2   | Jan de Vries     | Van Veen-Kreidler | +1"02'6  | 12     |
| 3   | Frank Whiteway   | Crooks-Suzuki     | +5"04'0  | 10     |
| 4   | Stuart Aspin     | Meurs-Garelli     | +5"10'2  | 8      |
| 5   | Luke Lawlor      | Derbi             | +1 ronde | 6      |
| 6   | Fran Redfern     | Honda             |          | 5      |
| 7   | Arthur Lawn      | Honda             |          | 4      |
| 8   | Chris Walpole    | Garelli           |          | 3      |
| 9   | John Lawley      | Honda             |          | 2      |
| 10  | Barrie Dickinson | Garelli           |          | 1      |

| Coureur          | Merk              | Oorzaak    |
| ---------------- | ----------------- | ---------- |
| Barry Smith      | Derbi             | Brand      |
| Santiago Herrero | Derbi             | Remmen     |
| Aalt Toersen     | Van Veen-Kreidler | Carburatie |
| Paul Lodewijkx   | Jamathi           | Val        |

| Coureur               | Merk              |
| --------------------- | ----------------- |
| Jakob Unterladstätter | KTM               |
| Bruno Veigel          | Honda             |
| Herbert Denzler       | Kreidler          |
| Gerhard Thurow        | Kreidler          |
| Ludwig Faßbender      | Kreidler          |
| Rudolf Kunz           | Kreidler          |
| Rudolf Schmälzle      | Kreidler          |
| Winfried Reinhard     | Reimo             |
| Juan Bordons          | Derbi             |
| André Millard         | Kreidler          |
| Charly Dubois         | Kreidler          |
| Jacques Roca          | Derbi             |
| Eugenio Lazzarini     | Morbidelli        |
| Franco Ringhini       | Morbidelli        |
| Gilberto Parlotti     | Tomos             |
| Giovanni Lombardi     | Guazzoni          |
| Luigi Rinaudo         | Tomos             |
| Silvano Bertarelli    | Minarelli         |
| Jean-Louis Pasquier   | Derbi             |
| Cees van Dongen       | Van Veen-Kreidler |
| Jan Huberts           | Kreidler          |
| Jos Schurgers         | Kreidler          |
| Martin Mijwaart       | Jamathi           |
| Adrijan Bernetic      | Tomos             |
| Anton Kralj           | Tomos             |
| Janko-Florijan Štefe  | Tomos             |

### Top tien tussenstand 50cc-klasse
(Punten (tussen haakjes) zijn inclusief streepresultaten)
| Pos | Coureur           | Merk              | Ptn     |
| --- | ----------------- | ----------------- | ------- |
| 1   | Aalt Toersen      | Van Veen-Kreidler | 65 (83) |
| 2   | Ángel Nieto       | Derbi             | 64      |
| 3   | Barry Smith       | Derbi             | 57 (61) |
| 4   | Jan de Vries      | Van Veen-Kreidler | 55      |
| 5   | Paul Lodewijkx    | Jamathi           | 33      |
| 6   | Gilberto Parlotti | Tomos             | 29 (31) |
| 7   | Santiago Herrero  | Derbi             | 28      |
| 8   | Rudolf Kunz       | Kreidler          | 20      |
| 9   | Ludwig Faßbender  | Kreidler          | 19      |
| 10  | Cees van Dongen   | Van Veen-Kreidler | 14      |

## Zijspanklasse
Geheel onverwacht was Klaus Enders al vóór de Ulster Grand Prix zeker van de wereldtitel. In de Ulster Grand Prix kreeg hij feitelijk ook geen tegenstand, want ook Georg Auerbacher schakelde zichzelf in de training uit. Siegfried Schauzu werd aldus tweede en Franz Linnarz werd derde. In het wereldkampioenschap werden Helmut Fath / Wolfgang Kalauch / Billie Nelson tweede en Georg Auerbacher / Hermann Hahn werden derde. Franz Linnarz werd vierde, maar zijn bakkenist Rudolf Kühnemund verongelukte enkele weken later op 31 augustus bij de Bergrennen Ollon-Villars in Zwitserland. Opmerkelijk was de wisseling van Geoff Hughes, die het hele seizoen als bakkenist van Heinz Luthringshauser was opgetreden, maar die nu in het zijspan van Mick Potter stapte. Luthringshauser viel terug op de - eveneens ervaren - Peter Rutterford.
| Pos | Coureur               | Bakkenist        | Merk             | Tijd     | Punten |
| --- | --------------------- | ---------------- | ---------------- | -------- | ------ |
| 1   | Klaus Enders          | Ralf Engelhardt  | BMW              | 49"54'8  | 15     |
| 2   | Siegfried Schauzu     | Horst Schneider  | BMW              | +54'8    | 12     |
| 3   | Franz Linnarz         | Rudolf Kühnemund | BMW              | +1"13'8  | 10     |
| 4   | Heinz Luthringshauser | Peter Rutterford | BMW              |          | 8      |
| 5   | Bill Copson           | Lawrence Fisher  | BMW              |          | 6      |
| 6   | Jack Philpott         | Bill Turrington  | Norton           | +1 ronde | 5      |
| 7   | Dick Hawes            | John Mann        | Seeley-Matchless |          | 4      |
| 8   | Mick Potter           | Geoff Hughes     | Triumph          |          | 3      |
| 9   | Jeff Gawley           | Frank Knights    | BSA              |          | 2      |
| 10  | Peter Kielty          | V. Sherriffs     | Triumph          |          | 1      |

| Coureur          | Bakkenist    | Merk | Oorzaak |
| ---------------- | ------------ | ---- | ------- |
| Georg Auerbacher | Hermann Hahn | BMW  |         |

| Coureur     | Bakkenist                         | Merk | Oorzaak   |
| ----------- | --------------------------------- | ---- | --------- |
| Helmut Fath | Wolfgang Kalauch en Billie Nelson | URS  | Blessures |

| Coureur              | Bakkenist                  | Merk    |
| -------------------- | -------------------------- | ------- |
| Hans Hänni           | Kurt Barfuss               | BMW     |
| Jean-Claude Castella | Albert Castella            | CAT-BMW |
| Max Hauri            | Heinz Hausamann            | BMW     |
| Arsenius Butscher    | Josef Huber                | BMW     |
| Helmut Lünemann      | Neil Caddow                | BMW     |
| Hermann Binding      | Helmut Fleck               | BMW     |
| Richard Wegener      | Adi Heinrichs              | BMW     |
| Jaakko Palomäki      | Jussi Ahlbäck              | BMW     |
| Kenneth Calenius     | Juhani Vesterinen          | BMW     |
| Leif Aurosell        | Jouko Ryhänen              | BMW     |
| André Cailletet      | Jean-Paul Coquic           | BMW     |
| Joseph Duhem         | François Fernandez         | BMW     |
| Dennis Keen          | Mac Witherspoon            | Triumph |
| Graham Milton        | John Thornton              | BMW     |
| Norman Hanks         | Rose Arnold                | BSA     |
| Stuart Applegate     | Rob Appleton               | BMW     |
| Tony Harris          | Brian Harris               | Triumph |
| Tony Wakefield       | John Flaxman               | BMW     |
| Herman Oosterloo     | Karel Hermans              | BMW     |
| Ruben Bjarnemark     | Marianne Kjellmodin-Hansen | BMW     |

### Top tien eindstand zijspanklasse
(Punten (tussen haakjes) zijn inclusief streepresultaten)
| Pos. | Coureur               | Bakkenist                         | Motorfiets          | Ptn.    |
| ---- | --------------------- | --------------------------------- | ------------------- | ------- |
| 1    | Klaus Enders          | Ralf Engelhardt                   | BMW                 | 60 (72) |
| 2    | Helmut Fath           | Wolfgang Kalauch en Billie Nelson | URS                 | 55      |
| 3    | Georg Auerbacher      | Hermann Hahn                      | BMW                 | 40      |
| 4    | Franz Linnarz         | Rudolf Kühnemund (†)              | BMW                 | 38 (50) |
| 5    | Siegfried Schauzu     | Horst Schneider                   | BMW / Apfelbeck-BMW | 37      |
| 6    | Arsenius Butscher     | Josef Huber                       | BMW                 | 34 (46) |
| 7    | Helmut Lünemann       | Neil Caddow en Johnny Bengtsson   | BMW                 | 32      |
| 8    | Heinz Luthringshauser | Geoff Hughes en Peter Rutterford  | BMW                 | 26      |
| 9    | Jean-Claude Castella  | Albert Castella                   | BMW / CAT-BMW       | 16      |
| 10   | Dick Hawes            | John Mann                         | Seeley-Matchless    | 14      |

1922 · 1923 · 1924 · 1925 · 1926 · 1927 · 1928 · 1929 · 1930 · 1931 · 1932 · 1933 · 1934 · 1935 · 1936 · 1937 · 1938 · 1939 · 1946 · 1947 · 1948 · 1949 · 1950 · 1951 · 1952 · 1953 · 1954 · 1955 · 1956 · 1957 · 1958 · 1959 · 1960 · 1961 · 1962 · 1963 · 1964 · 1965 · 1966 · 1967 · 1968 · 1969 · 1970 · 1971 · 1973 · 1974 · 1975 · 1976 · 1977 · 1978 · 1979 · 1980 · 1981 · 1982 · 1983 · 1984 · 1985 · 1986 · 1988 · 1989 · 1990 · 1991 · 1992 · 1993 · 1994 · 1995 · 1996 · 1997 · 1998 · 1999 · 2000 · 2001 · 2002 · 2003 · 2004 · 2005 · 2006 · 2007 · 2008 · 2009 · 2010 · 2011 · 2012 · 2013 · 2014 · 2015